# Chobbi
| Recensione | Giudizio |
| ---------- | -------- |
| InterMedia | 6/10     |

Chobbi (in russo Хобби?) è un singolo della cantante ucraina Anna Asti e del cantante russo Filipp Kirkorov, pubblicato il 29 aprile 2022 come secondo estratto dal primo album in studio di Anna Asti Feniks.

## Video musicale
Il video musicale, uscito in concomitanza col singolo, è stato diretto da Alexey Good ed è stato riconosciuto con un premio Viktorija.

## Tracce
Testi e musiche di Dmitrij Loren.
1. Chobbi – 3:25

## Classifiche

### Classifiche settimanali
| Classifica (2022-23) | Posizione massima |
| -------------------- | ----------------- |
| Moldavia             | 42                |
| Russia               | 28                |

### Classifiche di fine anno
| Classifica (2022) | Posizione |
| ----------------- | --------- |
| Russia            | 172       |
| Classifica (2024) | Posizione |
| Moldavia          | 135       |

## Riconoscimenti
- 2022 – Pesnja goda[8]